# Jean-Baptiste Rousseau

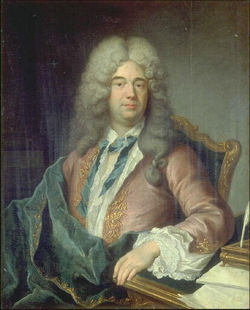
Jean-Baptiste Rousseau.

Jean-Baptiste Rousseau, född den 6 april 1670 i Paris, död den 17 mars 1741 i Bryssel, var en fransk lyriker.
Rousseau var son till en skomakare, som lät ge honom en mycket vårdad uppfostran. Hans första poetiska försök uppmuntrades av Boileau, som i honom såg en av sina bästa lärjungar. Rousseau försökte sig tidigt som dramatiker. 1694 uppfördes hans enaktslustspel Le café (i Sverige gjorde det lycka i Kexéls lokalisering "Sterbhuscammereraren Mulpus", 1776); därefter skrev han Le Flatteur (1696) och Le capricieux (1700). Han hade emellertid föga framgång på scenen och ägnade sig därför senare uteslutande åt lyriken, än skrivande högstämda och religiösa oden, än offrande åt tidens smak för små frivola dikter.
Rousseau var en torr natur, som helt behärskades av sin ärelystnad och förstod att skaffa sig goda relationer; marskalken de Tallard förde honom 1701 med sig till London, som sekreterare vid ambassaden, och han intogs i L'académie des inscriptions 1705. Hans avundsjuka trätgirighet förskaffade honom många fiender och blev orsaken till hans följande olyckor. 
Omkring 1700 utbröt mellan honom och en del tämligen obetydliga versmakare en strid, under vilken man anklagade honom för att rodna över sin egen börd och förneka sin fader. Han svarade med epigram över sina motståndare, som han själv betecknade som något för fria. Man tillskrev honom på detta yttrande vissa smädedikter, som sjöngs i kaféerna. Rousseau förklarade, att det inte var han, utan en av hans fiender, Joseph Saurin, som satt dessa dikter i omlopp. 
Publiken tog emellertid parti emot honom, och 1712 dömdes han av parlamentet till landsflykt för utspridandet av smädelser. Han vistades därefter ända till sin död i landsflykt (1738 besökte han dock i djupaste inkognito Paris på några månader), huvudsakligen i Bryssel; ända till det sista upphörde han inte att förklara, att han inte var författare till de brottsliga verserna. Fullt har denna historia aldrig blivit utredd. 
Rousseau hade högt stående försvarare och beskyddare, men också obevekliga fiender, bland andra Voltaire. Från Bryssel underhöll han en livlig brevväxling med Brossette, Rollin, Louis Racine med flera. Av samtiden ansågs han emellertid som en stor skald, och hans dikter, Psaumes, Odes, Cantates, Allégories, Épîtres och Épigrammes (de senare anses som de bästa) utkom i många upplagor. Ännu i början av 1800-talet ansågs han som en värdig medtävlare till Pindaros. 
Hans rykte höll sig, ända tills romantiken bröt igenom med Lamartines "Meditations" och man således fick göra bekantskap med en lyrik av helt annan innebörd och lyftning. Snart blev han en av de mest bortglömda av alla franska författare; han ansågs vara formell och fantasilös och inte någon synnerligen skicklig tekniker. Hans Oeuvres utkom 1743. Oeuvres lyriques utgavs av Manuel 1852 och 1876, Contes inédits av Luzarche 1881; dessutom har flera olika publikationer av hans brev utkommit.